# 情報科学研究所
Information Sciences Institute（ISI）は、アメリカ合衆国カリフォルニア州ロサンゼルス郊外のマリナ・デル・レイにある研究所。南カリフォルニア大学のキャンパス外研究施設として、1972年に創設された。
コンピュータ科学や情報通信・技術・工学の多面的で先進的な研究・開発で知られ、インターネットの原型であるアーパネット（ARPANET）の運営・管理を長く行った。ジョン・ポステル、ポール・モカペトリス、ダニー・コーエン 、スティーブ・クロッカー がコンピュータネットワークの研究を行った場所でもある。
MOSIS試作半導体集積回路製造サービスは1980年代初頭から提供している。

## 外部サイト
- Information Sciences Institute